# Mucuna holtonii
Mucuna holtonii är en ärtväxtart som först beskrevs av Carl Ernst Otto Kuntze, och fick sitt nu gällande namn av Harold Norman Moldenke. Mucuna holtonii ingår i släktet Mucuna och familjen ärtväxter. Inga underarter finns listade i Catalogue of Life.

## Bildgalleri

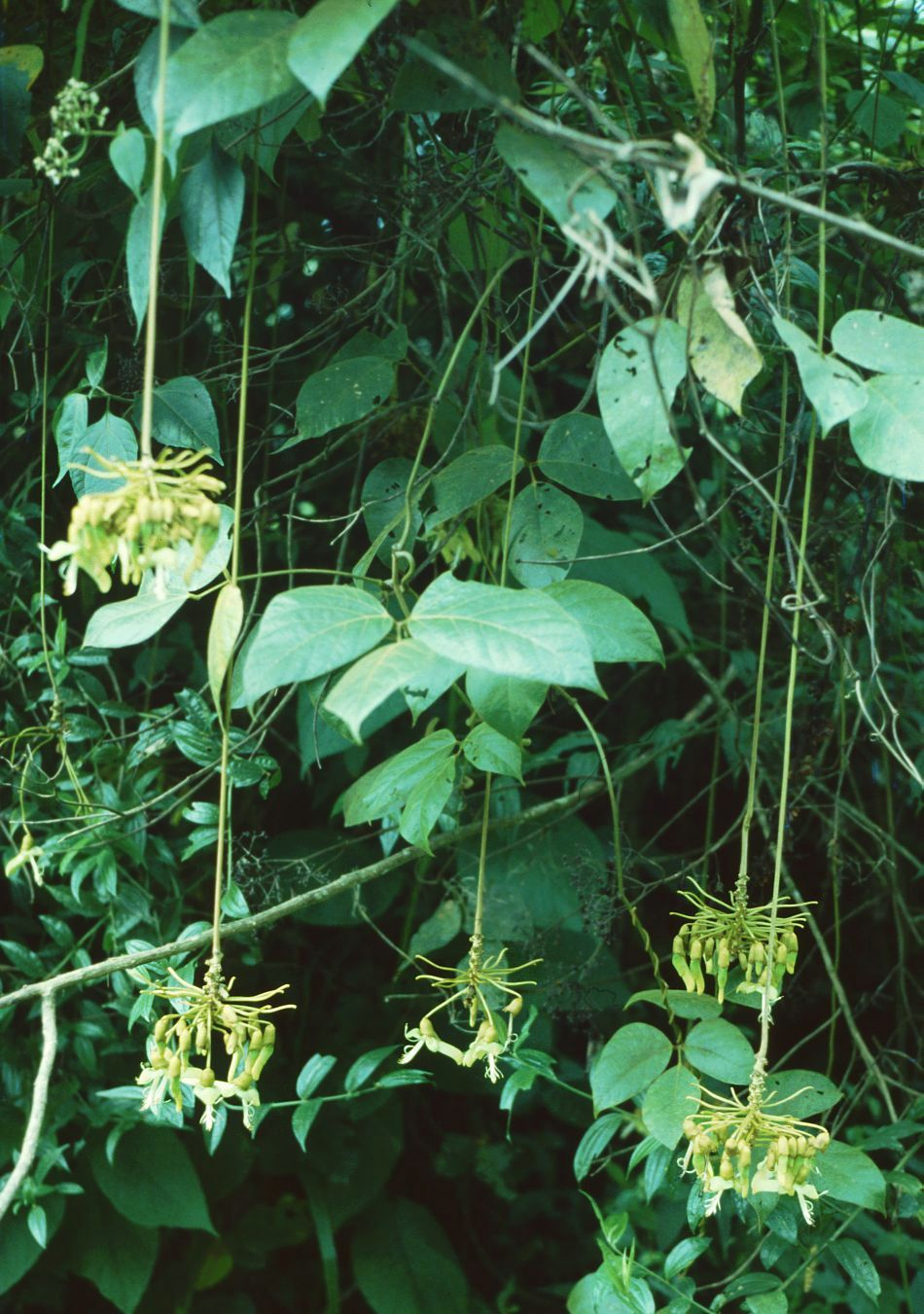
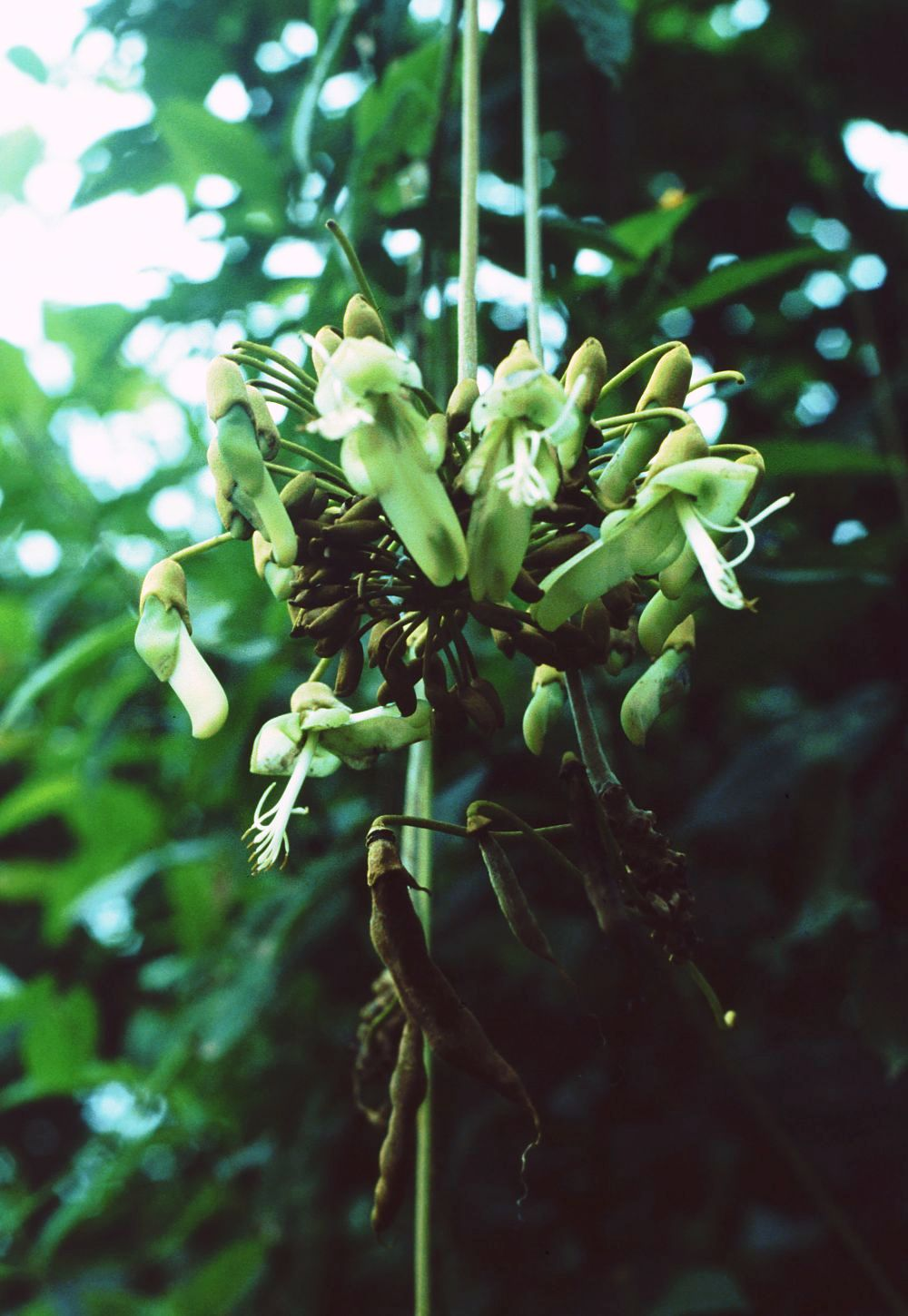